# 比利爾河

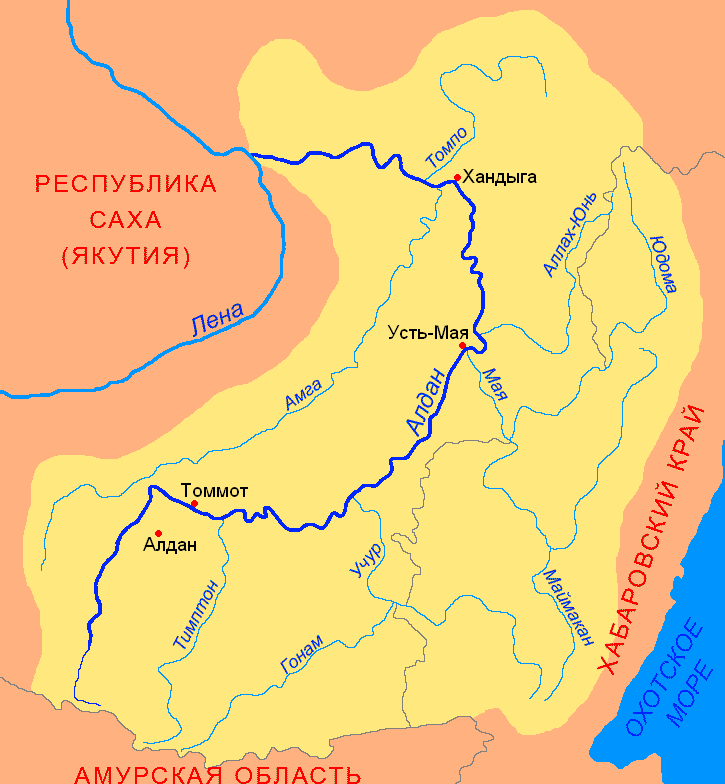
比尔顿河流域地图

比利爾河是俄羅斯的河流，屬於阿爾丹河的右支流，由薩哈共和國負責管轄，河道全長230公里，流域面積約3,420平方公里，河水主要來自融雪和雨水。